# Klimaatrechtspraak
Onder klimaatrechtspraak verstaat men de praktijk waarbij burgers of milieuorganisaties een overheid of onderneming aanklagen wegens veronderstelde toekomstige schade aan de gezondheid en het leefmilieu, door de klimaatverandering. De vordering kan als doel hebben een concreet milieubelastend project stil te leggen of bij te sturen, dan wel de overheid ertoe te verplichten een meer doeltreffend geacht klimaatbeleid te voeren. Ook aanklachten tegen ondernemingen wegens vermeende klimaatschade, worden doorgaans tot de klimaatrechtspraak gerekend. Het kan bijvoorbeeld gaan om eisen tot schadevergoeding tegen bedrijven in fossiele brandstoffen of de mijnbouw, wegens de milieu- en klimaateffecten van hun activiteiten, of tegen bedrijven die nalaten te voldoen aan milieu- en klimaatwetgeving.
In tegenstelling tot een class-action gaan de aanklagers meestal niet uit van het strikt zakelijke eigen groepsbelang, maar eerder van het algemeen en zelfs toekomstig maatschappelijk belang. Niet zelden krijgen deze rechtszaken ruim aandacht in de media, hetgeen een mobiliserend effect heeft op de publieke opinie.

## Rechtsgronden
Rechtbanken kunnen zich baseren op:
- algemene rechtsbeginselen, zoals de plicht van de overheid om een zorgvuldig beleid te voeren, met inachtneming van het voorzorgsprincipe, de rechten van burgers op een gezond en waardig leven, en op een gezond leefmilieu. In het Angelsaksisch recht gelden ook rechtsprincipes zoals het begrip public nuisance[2], waarbij schade aan de gemeenschap wordt erkend, of de public trust doctrine, een historische plicht van de overheid om onder meer de kustlijnen te vrijwaren.
- bestaande wetten, regelgeving en goedgekeurde overheidsplannen
- geldige internationale verdragen en overeenkomsten, met name inzake klimaat, mensenrechten of biodiversiteit
- gangbare internationale afspraken en praktijken zoals neergelegd in de Millenniumdoelstellingen
- aantoonbare wetenschappelijke gegevens.

Het indienen van een klimaateis voor de rechtbank is echter geen vanzelfsprekende zaak. Een eerste struikelblok is het aan te tonen verband tussen een oorzaak (de beleidsdaad dan wel het ontbreken ervan, of een ondernemingsactiviteit) en een gevolg (de verwachte of vastgestelde milieu- of gezondheidsschade door klimaatverandering). Ook moet aannemelijk gemaakt worden dat een eventueel vonnis bijdraagt tot het vermijden van de schade.
Een tweede struikelblok was lange tijd dat de aanklagers maar moeilijk een rechtstreeks eigen belang konden aantonen. Een vordering om het algemeen belang te behartigen (actio popularis), is immers in vele landen niet ontvankelijk voor een rechtbank. Weliswaar geeft het Verdrag van Aarhus aan milieuverenigingen toegang tot informatie, beleid en rechtspraak in milieu-aangelegenheden, en oordeelde het Europees Hof van Justitie in 2014 dat Britse burgers de overheid via de Britse rechtbanken konden verplichten afdoende maatregelen te nemen om de luchtverontreiniging tegen te gaan (ClientEarth vs. Britse regering, zaak C-404/13). Maar in andere gelijkaardige rechtszaken werden milieuorganisaties met succes gedwarsboomd door de Europese Commissie, die een enge interpretatie van het Verdrag van Aarhus voorstaat. Bovendien ging het hier niet om het klimaatbeleid als zodanig, maar specifiek om luchtverontreiniging door stikstofdioxide, waarover een rechtstreeks toepasselijke Europese richtlijn bestaat (2008/50/EG). De uitstoot van CO₂, een van de belangrijkste aandrijvers van de opwarming, beïnvloedt daarentegen niet rechtstreeks de plaatselijke luchtkwaliteit, en is uit meerdere bronnen afkomstig.
Een derde struikelblok is het algemene rechtsprincipe dat een rechter zich niet in de plaats kan of mag stellen van de overheid of de politiek (rechterlijk activisme). Een vonnis kan dus geen concrete beleidsmaatregelen bevatten, maar mogelijk wel beleidsdoelstellingen (resultaatsverplichting), bijvoorbeeld inzake uitstoot.
Toch is de rechtspraak aan het kenteren: waar zich ernstige maatschappelijke risico’s voordoen, wordt de beleidsvrijheid van de overheid steeds vaker onderworpen aan de rechterlijke toets. Het aanspannen van rechtszaken blijkt ook deel uit te maken van een nieuwe strategie van de milieugroepen. De coronapandemie die in 2020 uitbrak, heeft weliswaar de klimaatrechtspraak tijdelijk naar de achtergrond verdrongen. Maar de genomen maatregelen bevestigen anderzijds de juridische argumenten voor het inperken van vrijheden en eigendomsrechten die ook in de klimaatrechtspraak gebruikt worden.

### ISDS
Omgekeerd baseren (energie)bedrijven zich soms op verdragsclausules met investeerder-staatarbitrage (ISDS) voor investeringsbescherming om milieubeleid tegen te houden of minstens te vertragen. De Franse milieuminister Nicolas Hulot werkte begin 2017 een nieuwe wet uit om de exploitatie van olie en gas op Frans grondgebied te laten uitdoven tegen 2040. Na dreiging met ISDS-claims vanwege het Canadese energiebedrijf Vermilion werd het voorstel in september 2017 sterk afgezwakt.

### Rechten van de natuur
Op de grens tussen milieurecht en klimaatrechtspraak ontstaat een geheel nieuwe rechtsgrond bij het erkennen van de rechten van het natuurlijk milieu zelf, of onderdelen ervan zoals de rechten van een rivier, een landschap, of de lucht. Bij uitbreiding horen ook planten rechten te hebben. De motivatie loopt enigszins parallel met die voor dierenrechten. Reeds in de jaren 1970 kwam het principe in de Verenigde Staten aan de orde: in 1972 was een rechter bij het Hooggerechtshof van de Verenigde Staten van oordeel dat planten en ecologische entiteiten een juridisch belang konden hebben., en publiceerde Christopher D. Stone zijn theorie over de rechten van onder meer bomen. In 2006 erkende de eerste VS-gemeente de rechten van de natuur binnen haar grenzen. In Ecuador werden de rechten van de natuur in 2008 in artikel 71 van de grondwet opgenomen, een wereldprimeur in het milieurecht. In 2012 keurde het Boliviaanse parlement de Ley de Derechos de la Madre Tierra ("Wet Rechten van Moeder Aarde") goed. In de praktijk echter is de draagwijdte van de nieuwe wetgeving en rechtspraak nog beperkt, en is een "menselijke" rechtspersoonlijkheid niet aan de orde.
De rivier als rechtssubject stond centraal bij klimaatgerelateerde rechtszaken in Colombia in 2018.

### Rechten van toekomstige generaties
Hoewel de meeste juristen van oordeel zijn dat toekomstige generaties in het huidige rechtsbestel geen rechten kunnen hebben in het heden ("ante natalem"), hooguit rechtmatige belangen, zijn velen toch van mening dat wij de morele plicht hebben die belangen te vrijwaren. Zij wijzen op de toegenomen verantwoordelijkheid van de huidige generatie, vanwege de vele nieuwe, ver-reikende technologische mogelijkheden, en de veel duidelijker voorspelbaarheid van toekomstige (klimaat-)gebeurtenissen, als gevolg van wetenschappelijke vooruitgang.

## Rechtszaken
De eerste rechtszaken werden rond de eeuwwisseling aangespannen in de Verenigde Staten, en nadien in Europese landen, Australië en Nieuw-Zeeland. Maar ook elders in de wereld begint een klimaatrechtspraak op gang te komen. Tot maart 2017 werden klimaatrechtszaken ingediend in 24 landen (25 als men de Europese Unie meetelt), met 654 zaken in de Verenigde Staten en meer dan 230 zaken in alle andere landen samen.
Het VN-Milieuprogramma (UNEP) tracht de klimaatrechtspraak in goede banen te leiden, en publiceerde daartoe in mei 2017 een uitgebreid juridisch rapport, enerzijds om rechters en advocaten te begeleiden, en anderzijds om het referentiekader en de gebruikte terminologie te stroomlijnen. Ook werd hierin een historisch overzicht geschetst, en verwezen naar een aantal opmerkelijke rechtszaken.
Op 23 juli 2025 oordeelde het Internationaal Gerechtshof in een niet-bindend advies dat landen het klimaat moeten beschermen voor huidige en toekomstige generaties, omdat een schone, gezonde en duurzame omgeving volgens het Hof een mensenrecht is. De zaak was aangespannen door Vanuatu, een eilandstaat die zwaar lijdt onder de gevolgen van klimaatverandering zoals stijgende zeespiegel, zwaardere stormen en verlies van landbouwgrond. Het niet-bindend advies van het Hof wordt gezien als een mijlpaal die de deur opent voor nieuwe klimaatzaken wereldwijd.

### Afrika
In Zuid-Afrika gaf een rechtbank de milieugroep Earthlife Africa in maart 2017 gelijk in een klacht tegen de regering wegens plannen voor de Thabametsi-elektriciteitscentrale op steenkool, omdat in het milieurapport geen rekening was gehouden met de verwachte gevolgen op het klimaat. De regering wilde de uitvoering van het project echter niet opschorten, maar moest van de rechtbank alsnog eerst een klimaatrapport uitbrengen. Het vonnis was een primeur voor Zuid-Afrika. De Konrad Adenauer Stichting publiceerde in 2021 een overzicht van rechtszaken in Afrika.

### Amerika

#### Colombia
Een van de eerste klimaatrechtszaken in Latijns-Amerika werd in januari 2018 aangespannen door een groep jonge Colombianen die de centrale regering dagvaardden wegens laksheid in het terugdringen van de ontbossing van het Amazoneregenwoud. De klagers voeren aan dat die ontbossing hun grondwettelijke rechten op een gezonde omgeving, voedsel en water in gevaar brengt. De zaak doet denken aan de eis van Our Children’s Trust in de Verenigde Staten in 2015. In de uitspraak van 5 april 2018 werden de Amazone- en de Atrato-rivier als rechtssubject beschouwd. Toen het overleg in augustus 2018 vastliep, na het aantreden van de nieuwe regering onder de conservatieve president Iván Duque, dienden de klagers in juli 2019 bij de oorspronkelijke rechtbank een non-compliancerapport in.

#### Verenigde Staten
Een vroege mijlpaal was de Massachusetts v. Environmental Protection Agency (EPA) zaak (2003-2007): onder impuls van president G. W. Bush had het milieuagentschap EPA aanvankelijk geweigerd emissienormen voor koolstofdioxide door motorvoertuigen op te leggen, waarop een aantal staten en steden dit via de rechter wilden afdwingen. Ze kregen uiteindelijk in het Hooggerechtshof gelijk (5 tegen 4). De zaak werd opnieuw actueel toen het kabinet-Trump het milieubeleid terugdraaide.
Rechtszaken rond klimaatverandering (climate litigation) kwamen in Californië op gang vanaf de klimaatwetgeving van 2006, maar worden intussen steeds talrijker, op het niveau van de staten zowel als federaal. Een groot aantal zaken onder de noemer "klimaatverandering" betreffen echter strikt genomen milieudelicten en -vorderingen.
Sedert 2015 krijgt een groep jongeren van Our Children's Trust, onder wie de kleindochter van klimaatpionier James Hansen, veel aandacht door een rechtszaak tegen de federale regering wegens gebrekkig klimaatbeleid (Juliana v. United States). Zij voeren aan dat hun grondwettelijk recht op een veilig en gezond leven in de toekomst wordt bedreigd door de klimaatopwarming, en dat de regering daartoe onvoldoende maatregelen neemt. De klagers hopen op een historisch precedent, naar het voorbeeld van Brown v. Board of Education, de rechtszaak die in 1954 een einde maakte aan de rassenscheiding op school. Na een procedureslag oordeelde het Hooggerechtshof op 30 juli 2018 de zaak in principe ontvankelijk, zij het met de nodige reserve. Na nog een reeks tussenvonnissen over de ontvankelijkheid van de zaak, ook voor het Hooggerechtshof, verwierp de districtsrechtbank op 17 januari 2020 de zaak, met 2 tegen 1, een uitspraak die ruim de media haalde. De klagers gingen opnieuw in beroep.
Tegen ExxonMobil loopt een gerechtelijk onderzoek wegens mogelijke misleiding van aandeelhouders, door het achterhouden van informatie rond klimaatverandering. De kwestie kwam op 22 oktober 2019 in een stroomversnelling toen de zaak voor de New York State Supreme Court kwam. De eis werd afgewezen, maar op 22 april 2021 spande de staat een nieuwe rechtszaak aan.
Met het aantreden van president D. Trump geraakte de klimaatrechtspraak in de Verenigde Staten in een stroomversnelling: er dreigden constitutionele conflicten toen sommige deelstaten hun klimaatbeleid wilden doorzetten tegen de wil in van de federale regering, die van plan was een aantal milieuregels terug te schroeven.
Een ander soort rechtszaken nam in 2017 een aanvang toen lagere overheden (gemeenten, counties, staten) rechtstreekse schadeclaims indienden tegen oliebedrijven wegens het bewust uitstoten van gevaarlijke niveaus van broeikasgassen.
Een van de eerste zaken werd in juli 2017 aangespannen door enkele Californische counties. Een van de aangevoerde argumenten was dat de oliebedrijven public nuisance (openbare overlast) creëerden door bijna 50 jaar lang actief te verbergen dat de productie van fossiele brandstoffen een schadelijke opwarming van de aarde veroorzaakte. De gebruikte juridische tactiek doet denken aan de processen tegen de tabaksgiganten in de VS in de jaren 1990. Begin 2018 liet New York (stad) weten een gelijkaardige zaak te zullen aanspannen. De stad voerde aan dat het als gevolg van de veroorzaakte opwarming kostbare investeringen moet doen om stadsdelen te vrijwaren tegen stormen en de stijgende zeespiegel. Een van de pragmatische doelstellingen van dergelijke rechtszaken is de oliemaatschappijen te verplichten bij te dragen tot een infrastructuurfonds dat klimaataanpassingen moet gaan financieren. Ook deze eis werd afgewezen, maar op 22 april 2021 spande de staat een nieuwe rechtszaak aan.
Op 25 juni 2018 verwierp federaal rechter William Alsup de aanklacht van de Californische counties: hij erkende het klimaatprobleem, maar was van oordeel dat de oorzaken niet enkel aan de bedrijven kon toegeschreven worden. Een oplossing moest volgens hem dus van het Congres en de regering komen, en was niet haalbaar enkel op grond van het public nuisance principe. Dit rechtsprincipe was trouwens in 2011 reeds onontvankelijk verklaard in federale milieurechtszaken, en kon dus enkel in de deelstaten ingeroepen worden. Een week later volgde echter een nieuwe rechtszaak, ditmaal van de deelstaat Rhode Island tegen 21 grote oliemaatschappijen.

### Azië & Oceanië

#### Australië
Als gevolg van zijn uitgebreide mijnbouwsector en ontwikkeling, vaak ook in gebieden bewoond door inheemse bevolkingsgroepen, werden in Australië reeds heel wat milieuprocessen gevoerd Maar in wat beschouwd wordt als een wereldprimeur, legden op 8 augustus 2017 twee aandeelhouders, Guy and Kim Abrahams, klacht neer tegen de Commonwealth Bank of Australia, met de hulp van Environmental Justice Australia, een groep milieu-advocaten. De bank was niet toevallig het mikpunt van de rechtszaak, aangezien Commonwealth Bank de belangrijkste financier zou worden van het omstreden Carmichael-steenkoolproject in Queensland. De aandeelhouders voerden aan dat de bank, door de risico's van haar investeringen niet bekend te maken in haar jaarrapport over 2016, geen getrouw beeld had gegeven van haar financiële positie en prestaties, zoals vereist door de Corporations Act. Minder dan een week later publiceerde de bank echter haar jaarverslag 2017 waarin de directie erkende dat klimaatverandering een aanzienlijk risico vormde voor de bedrijfsvoering van de bank, met de belofte om in het komende jaar een scenarioanalyse van de klimaatverandering op het bedrijf uit te voeren om het risico te beoordelen. De bank kwam ook terug op haar toezeggingen aan het steenkoolproject. De aandeelhouders constateerden dat hun rechtszaak meer had bereikt dan jarenlange vergeefse actie in de aandeelhoudersvergadering, en trokken daarop hun klacht in. De bank liet echter weten dat de koerswijziging al maanden in voorbereiding was. Door het intrekken van de klacht is er strikt genomen nu geen juridisch precedent.

#### Filipijnen
De Filipijnse Commissie voor de Mensenrechten startte hoorzittingen over mogelijke schendingen door 50 grote olie- en steenkoolbedrijven, waaronder Shell en Exxon. Overlevers van tyfoon Haiyan hadden in september 2015 aangevoerd dat de energiebedrijven in belangrijke mate hebben bijgedragen tot de klimaatverandering, die gezien wordt als oorzaak van het extreme weer. De zaak is baanbrekend, omdat aan klimaatexperten wordt gevraagd geloofwaardig bewijs te leveren voor het verband tussen uitstoot, klimaatverandering en extreme weersomstandigheden. Zelfs als het verband wordt aangetoond, hetgeen met recente klimaatmodellen niet onmogelijk is, blijft het moeilijk de totale klimaatschade toe te wijzen over verschillende bedrijven, met vestigingen in meerdere landen. Bovendien zijn de uitspraken van de Commissie niet bindend voor de bedrijven, al vormen ze mogelijk een belangrijk precedent. Toch besloot de commissie in december 2019 dat ExxonMobil, Shell, BP, Chevron en andere bedrijven een onweerlegbare rol hebben gespeeld in de antropogene klimaatverandering, en dus juridisch aansprakelijk kunnen worden gesteld voor de gevolgen ervan.

#### Nieuw-Zeeland
Een jonge rechtenstudente betwistte eind 2015 voor de rechtbank de volgens haar totaal ontoereikende klimaatvoorstellen van de Nieuw-Zeelandse regering voor de Klimaatconferentie van Parijs 2015 (COP21), daarin gesteund door klimaatpionier James Hansen. Het regeringsvoorstel betrof een uitstootreductie van 11 percent tegen 2030, ten opzichte van het niveau 1990. Op 2 november 2017 weigerde de High Court of New Zealand in te gaan op de eis aan de minister om de klimaatdoelstellingen te herzien. Kort tevoren was immers een nieuwe regering aangetreden, die een herziening had beloofd. Maar tegelijk erkende de rechtbank de rechtsgrond en de motivering van de aanklacht.

#### Pakistan
In augustus 2015 werd de regering gedagvaard door een rechtenstudent uit een landbouwersfamilie, die aanvoerde dat het uitblijven van een klimaatbeleid in strijd was met de National Climate Change Policy, en zijn familie beroofde van haar grondwettelijke rechten op een waardig leven. In september 2015 bevestigde de rechtbank de ernst van de klacht, en riep een beleidsvoorbereidende commissie in het leven, die zij op 25 januari 2018 omvormde tot een permanent adviesorgaan.

### Europa

#### Europese Unie
Op 24 mei 2018 raakte bekend dat de Europese Unie is gedagvaard voor het Gerecht van de Europese Unie, de instantie van het Hof van Justitie waar burgers een klacht kunnen indienen. De rechtszaak, onder de naam People’s Climate Case, is afkomstig van een tiental families binnen en buiten Europa, en stelt dat de EU de burgers onvoldoende beschermt tegen de gevolgen van klimaatverandering. Volgens hen is de EU-doelstelling om broeikasgassen in 2030 met 40 procent terug te dringen volstrekt onvoldoende, waardoor hun gezondheid, beroep en eigendom worden bedreigd. Het gaat om onder meer een Franse lavendelboer, een bijenteler of mensen uit de toeristische sector, van wie de omgeving onherstelbaar is aangetast. De klacht wordt begeleid door de Duitse advocate Roda Verheyen van de NGO Protect the Planet, en mee ondersteund door een hele reeks milieuorganisaties. Op 13 augustus 2018 accepteerde het Gerecht de zaak, maar op 8 mei 2019 volgde een afwijzing, omdat de betrokkenen "niet aantoonden direct en individueel getroffen te zijn" door het algemeen klimaatbeleid van de EU. Op 25 maart 2021 is het daartegen ingestelde beroep door het Hof van Justitie ongegrond verklaard.

#### Europees Hof voor de Rechten van de Mens
Op 3 september 2020 maakte een groep van zes kinderen en jongvolwassenen uit Portugal voor het Europees Hof voor de Rechten van de Mens ("EHRM") een klimaatzaak
- Duarte Agostinho en co. t. Portugal en 32 anderen (no. 39371/20)

aanhangig tegen de 27 lidstaten van de EU, alsmede Noorwegen, Rusland, Zwitserland, Turkije, Oekraïne en het Verenigd Koninkrijk. Gesteund door de Britse NGO Global Legal Action Network (GLAN) betoogden zij dat hardere klimaatactie nodig is om hun toekomstige fysieke en mentale welzijn veilig te stellen. De aanklacht steunde specifiek op de beoordeling van de klimaatinspanningen van elk land volgens de Climate Action Tracker. Na uitstelprocedures werd de zaak in juni 2022 voorgelegd aan de Grote Kamer van het Hof. De mondelinge behandeling vond plaats op 27 september 2023.
In maart 2023 werden voor het EHRM twee rechtszaken ingeleid:
- Verein KlimaSeniorinnen Schweiz and Others v. Switzerland (no. 53600/20), en
- Carême t. Frankrijk (no. 7189/21)

De zittingen werden gefilmd en publiekelijk uitgezonden.
Op 9 april 2024 wees het Hof drie uitspraken:
no. 53600/20:
De KlimaSeniorinnen kregen (deels) gelijk. Het Hof oordeelde dat de Zwitserse autoriteiten niet voldoende actie ondernemen om de gevolgen van de klimaatverandering te beperken.
De uitspraak stuitte op kritiek in de Zwitserse pers, vanwege de vermeende spanning tussen rechtspraak en democratie.
no. 7189/21:
De zaak Carême t. Frankrijk is niet-ontvankelijk verklaard omdat de verzoekster niet de hoedanigheid van slachtoffer had in de zin van artikel 34 van het Verdrag.
no. 39371/20:
Ook de zaak Duarte Agostinho en co. t. Portugal en 32 anderen is niet-ontvankelijk verklaard om geografisch-technische redenen, en omdat de klagers niet eerst alle rechtsmiddelen in Portugal hadden uitgeput.

#### België
In juni 2013 bevestigde het Hof van Cassatie dat een milieuvereniging geldige partij kan zijn in milieuzaken, volgens de verplichtingen die België op zich nam bij het Verdrag van Aarhus.
Op 1 december 2014 verstuurde de vzw Klimaatzaak een eerste ingebrekestelling naar de vier Belgische overheden (Vlaams Gewest, Waals Gewest, Brussels Gewest en de federale staat) wegens het niet nakomen van hun klimaatverplichtingen. Nadat in maart 2015 een gesprek met bevoegd federaal minister Marghem geen resultaat had opgeleverd, ging de vzw Klimaatzaak, in navolging van de Stichting Urgenda in Nederland, op 27 april 2015 over tot dagvaarding van de Belgische overheden. Omdat de zaak in het Frans was aangespannen, wist de Vlaamse overheid de zaak te doen uitstellen, zich beroepend op de taalwetgeving. De initiatiefnemers voerden aan dat de rechtszaak geldig was, aangezien ze in een van de wettelijk erkende landstalen werd ingediend. De Vlaamse overheid diende eind april 2016 een Cassatieverzoek in, nadat haar eis tot splitsing van de procedure ook in beroep, was afgewezen. Op 20 april 2018 werd het Cassatieverzoek verworpen. Hiermee is in de praktijk een uitstel van twee jaar bereikt. In 2019 werden schriftelijke conclusies van de partijen uitgewisseld; in het najaar van 2020 werd een uitspraak verwacht. Die kwam er uiteindelijk op 17 juni 2021: de Franstalige rechtbank van eerste aanleg in Brussel stelde de eisers in het gelijk, en achtte zowel de federale staat als de drie gewesten gezamenlijk en individueel verantwoordelijk voor het falend klimaatbeleid. De rechtbank legde daarbij echter geen concrete reductiedoelstellingen op, volgens Vlaams milieuminister Zuhal Demir een teken van respect voor de scheiding der machten. Daarop stelden de eisers zelf op 17 november 2021 beroep in tegen de volgens hen te zwakke uitspraak. Op 30 november 2023 gaf de rechter in beroep de eisers gelijk, en verplichtte de Belgische, Vlaamse en Brusselse overheden tegen 2030 de uitstoot van broeikasgassen met 55 procent doen dalen, in vergelijking met 1990, hogere doelstellingen dan Europa vraagt. Vlaams minister Demir besloot cassatieberoep aan te tekenen, maar de federale regering vecht de uitspraak niet aan: ‘Dit soort rechtszaken maakt nul verschil’, aldus premier De Croo.
Onder de naam De Luchtzaak dagvaardden op 26 maart 2018 Greenpeace, de Antwerpse actiegroep StRaten-generaal en enkele burgers de Vlaamse regering, en met name milieuminister Joke Schauvliege, omdat die te weinig ondernemen tegen luchtvervuiling. Ze klagen het gebrekkige luchtsaneringsplan voor Antwerpen aan, en eisen een nieuw Vlaams urgentieplan tegen luchtvervuiling. Minister Schauvliege was van oordeel dat de Vlaamse regering al maatregelen neemt, en dat ook de federale regering meeverantwoordelijk is. De zaak kwam op 20 juni 2019 voor de rechtbank in Brussel. Na een veroordeling door de Brusselse rechtbank van eerste aanleg oordeelde de beslagrechter in juli 2020 dat het regeringsplan niet aan de eisen voldeed. Na veroordeling tot een dwangsom van 265.000 euro aan Greenpeace kondigde de Vlaamse regering aan in beroep te gaan. Na 5 jaar procederen bleek op 24 mei 2022 dat de Vlaamse regering een dwangsom van 850.000 euro moest betalen, omdat het Luchtbeleidsplan toch niet voldeed. Greenpeace kondigde aan het geld grotendeels te zullen besteden aan een Fonds Gezonde Lucht.
In maart 2024 diende de Waalse bioboer  Hugues Falys bij de ondernemingsrechtbank van Doornik een klacht in tegen  TotalEnergies SE, omdat zijn boerderij in Bois-de-Lessines schade heeft geleden door de klimaatverandering, en hij het olieconcern daar mee voor verantwoordelijk acht. De zaak wordt geleid door het advocatenkantoor Progress Lawyers Network, met de steun van de Franstalige Liga voor Mensenrechten, de Klimaatcoalitie en milieuorganisatie Greenpeace.

#### Duitsland
Een eerste zaak kwam op 24 november 2015 voor de rechtbank, toen de Peruaanse landbouwer Saúl Luciano Lliuya, met de hulp van de Duitse milieugroep Germanwatch, een burgerlijke schadeclaim indiende tegen RWE, de op een na grootste Duitse energieproducent. Lliuya voerde aan dat RWE door zijn uitstoot van broeikasgassen mee verantwoordelijk was voor het smelten van de gletsjer boven zijn dorp in de Andes. De gletsjer bedreigde met zijn smeltwater het dorp, en Lliuya eiste een financiële tussenkomst om de genomen beschermingsmaatregelen mede te financieren. De eis werd in eerste aanleg op 15 december 2016 afgewezen, maar op 30 november 2017 in beroep ontvankelijk verklaard, een primeur voor Duitsland. Om de zaak ter plaatse te onderzoeken, eiste de rechtbank wel een voorschot van €100.000. Intussen had RWE in april 2019 aangekondigd geen nieuwe steenkoolcentrales meer te zullen bouwen.
Op 29 april 2021 oordeelde het Grondwettelijk Hof dat de Duitse klimaatwet niet volstond om na 2030 de gestelde doelen te halen, en dus de toekomstige vrijheden van de (jonge) klagers aantastte. Klimaatminister Svenja Schulze noemde de uitspraak "een duidelijke stimulans" voor klimaatbescherming.

#### Frankrijk
In november 2020 gaf de Raad van State de regering nog tot 17 februari 2021 om haar klimaatbeleid aan te scherpen, in een zaak die vanwege dreigende zeespiegelstijging was aangespannen door de kustgemeente Groot-Sinten. In maart 2023 bracht ex-burgemeester Damien Carême de zaak voor het Europees Hof voor de Rechten van de Mens.
De organisatie Notre Affaire à Tous lanceerde op 18 december 2018 in samenwerking met de Fondation pour la Nature et l'Homme, Greenpeace France en Oxfam France voor de rechtbank een eis (“Affaire du Siècle”) tegen de passiviteit van de Franse staat op klimaatgebied. Op 14 oktober 2021 werd de Franse staat voor het administratief rechtscollege van Parijs veroordeeld, met een deadline op 31 december 2022.

#### Groot-Brittannië
De Britse regering nam met de 2008 Climate Act de verplichting op zich een volwaardig klimaatbeleid te gaan voeren. In principe kan de uitvoering ervan voor de rechtbank afgedwongen worden. Dat gebeurde in de praktijk toen op 27 februari 2020 het Hof van Beroep oordeelde dat de regering de uitbreidingsplannen voor de 3e startbaan in Heathrow onvoldoende had gemotiveerd in verband met de Britse klimaatwet, en dus onwettig handelde.

#### Ierland
De Ierse milieugroep Friends of the Irish Environment pleitte dat het National Mitigation Plan 2017 van de regering in strijd was met de Ierse Klimaatwet, met de mensenrechten, en met het Akkoord van Parijs, maar kreeg in september 2019 ongelijk bij het Ierse Hooggerechtshof.

#### Nederland
- Urgenda

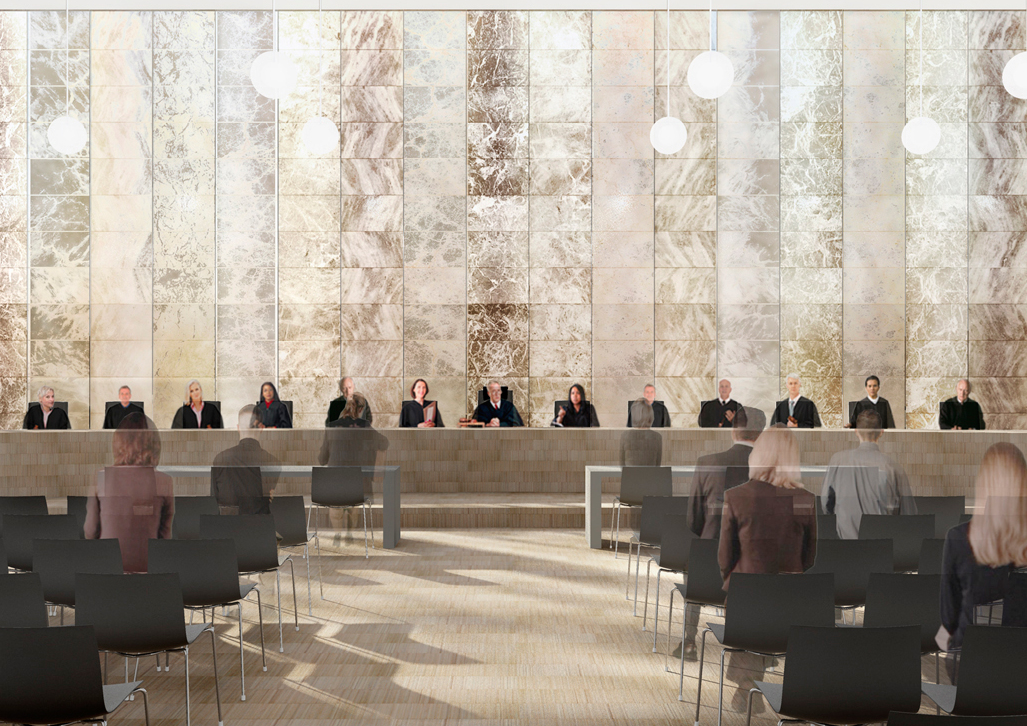
Hoge Raad der Nederlanden, impressie grote zittingzaal.

In Nederland won Stichting Urgenda in 2015 een spraakmakende zaak tegen de Staat, wegens onvoldoende klimaatbeleid. De zaak maakte internationaal ophef. Het door de Staat (regering) ingestelde hoger beroep werd op 9 oktober 2018 verworpen. De regering stelde cassatieberoep in bij de Hoge Raad, maar kreeg daar op 20 december 2019 definitief ongelijk.
Pas in april 2020 kwam de regering-Rutte met een pakket maatregelen. Er zou een extra kolencentrale gesloten worden en de overgebleven centrales zouden tijdelijk naar maximaal 35% van hun capaciteit gaan. Volgens Urgenda  is dit nog niet gerealiseerd. Een reeks andere maatregelen is wel genomen, maar de verwachting is dat in 2021 nog 5 megaton te veel broeikasgassen uitgestoten worden (middenwaarde; maximaal 12 Mton te veel). Stichting Urgenda en andere milieuorganisaties kwamen met een 54 puntenplan om het reductiedoel alsnog te halen. Zij doen mei 2021 een beroep op het demissionaire kabinet-Rutte en degenen die bij de kabinetsformatie betrokken zijn het genoemde doel te halen. En, zeggen zij, er is een wet nodig met een hogere ambitie van minstens 65% reductie in 2030 met een jaarlijkse tussenevaluatie. Net als Duitsland dat concrete en harde tussendoelen stelt.
- Klimaatzaak tegen Shell

In april 2019 leverde Milieudefensie met zes andere organisaties en 17.000 mede-eisers een dagvaarding in bij Shell. Zij eisen dat Shell in 2030 45% minder CO₂-uitstoot ten opzichte van 2019. Op 1 december 2020 vond de eerste zittingsdag plaats bij de rechtbank in Den Haag. Advocaat Roger Cox voert de verdediging namens Milieudefensie c.s., dezelfde advocaat die de klimaatzaak namens Urgenda tegen de overheid won.
Op 26 mei 2021 deed de rechtbank in Den Haag uitspraak in deze zaak.. Het vonnis luidde dat gezien de urgentie van de zaak, c.q. de klimaatverandering en de ernstige gevolgen daarvan, RDS inderdaad haar CO2-uitstoot met het geëiste percentage moet reduceren. Dat wil zeggen Shell en al haar toeleveringsbedrijven. Ook heeft Shell in deze een verantwoordelijkheid met betrekking tot (de afname van fossiele brandstoffen door) haar klanten. Het concern moet meteen beginnen met het verwerkelijken van het vonnis, ook al zou zij in hoger beroep gaan.
Bij monde van bestuurslid Brekelmans toonde Shell zich teleurgesteld in het vonnis. Hij verwachtte dat hoger beroep zou worden aangetekend. Zijn verweer: wij willen in 2050 onze CO2-uitstoot op nul hebben. Wij zijn hier al mee bezig, maar dit is voor ons te snel. Ook gezien onze concurrenten (tegen een aantal waarvan overigens ook rechtszaken lopen. Deze gaan echter om schadevergoeding). Deze rechtszaak en de uitspraak zijn echter uniek en zal wereldwijde gevolgen hebben. Hier wordt een fossiele energiegigant juridisch aangesproken op haar bedrijfsvoering en de milieugevolgen van haar energieproductie. Op 12 november 2024 bevestigde het Haagse hof in beroep dat de bescherming tegen gevaarlijke klimaatverandering een mensenrecht is, en bijgevolg een klimaatzorgplicht rust op Shell en andere grote bedrijven, die ertoe gehouden zijn hun CO₂-emissies terug te brengen. Het Hof kon echter niet vaststellen welk specifiek percentage daarvoor geldt, en bijgevolg wees het de concrete vorderingen van Milieudefensie af. Milieudefensie kondigde in februari 2025  aan in cassatie te gaan.
- Nigeriaanse boeren spannen zaak aan in Den Haag

Op 29 januari 2021 verloor Shell een rechtszaak in beroep die vier Nigeriaanse boeren reeds in 2008, met de hulp van Milieudefensie, hadden aangespannen voor de schade door lekkages uit pijpleidingen van dochterbedrijf SPDC. Dertig hectare landbouwgrond en visvijvers waren hierdoor in 2004 en 2005 onbruikbaar geworden. Shell had in 2013, voor een lagere rechtbank, met succes aangevoerd dat de schade "was veroorzaakt door sabotage", waarvoor het bedrijf volgens de Nigeriaanse wet niet aansprakelijk kon gesteld worden. Het Haagse gerechtshof oordeelde echter in beroep dat deze "sabotage" niet was bewezen, zodat alsnog schadevergoeding vereist was. Het Hof gelastte Shell eveneens om een lekdetectiesysteem te installeren.

#### Noorwegen
De Noorse milieugroep Nature & Youth en Greenpeace tekenden in oktober 2016 bij de rechtbank bezwaar aan tegen regeringsplannen om olieboringen toe te staan in de Barentszzee. Zij steunen zich op de Noorse grondwet, op de Noorse klimaatplannen, op de Noorse ondertekening van het Akkoord van Parijs (COP21), en verwijzen naar de ambitieuze klimaatdoelstellingen van het land. De Noorse toezichthouder, Petroleum Safety Authority, stelde dat de nieuwe boormethodes aan de veiligheidsvoorschriften voldoen. Op 4 januari 2018 verwierp de districtsrechtbank van Oslo echter de klacht, een uitspraak waartegen nog beroep mogelijk is.

#### Oostenrijk
In februari 2017 blokkeerde een rechtbank de uitbreiding van de Weense luchthaven omdat de bijkomende uitstoot van broeikasgassen niet verenigbaar was met de klimaatverplichtingen die het land op zich had genomen. Volgens de advocaat van de luchthaven was het een wereldprimeur dat een dergelijk bouwproject werd afgewezen op grond van de klimaatgevolgen. Ook de Stad Wenen kwam in nauwe schoentjes, omdat het stadsbestuur eerst tegen de uitbreidingsplannen gekant was, maar nadien als aandeelhouder van de luchthaven zijn houding herzag.

#### Zwitserland
Einde 2016 dienden bijna vijfhonderd Zwitserse oma's, de KlimaSeniorinnen, een klacht in tegen de Zwitserse overheid wegens onvoldoende klimaatbeleid. Zij stelden dat de overheid hiermee zondigde tegen de eigen grondwet. Een eerste klacht bij het betrokken ministerie voor milieu werd op 25 april 2017 afgewezen, waarna de oma’s op 26 mei 2017 - tevergeefs - beroep aantekenden bij het Bundesverwaltungsgericht in Sankt Gallen.

## Onderzoek
Onderzoek naar rechtszaken rond milieu en klimaat wordt sedert juli 2019 gevoerd door het Grantham Research Institute on Climate Change and the Environment, verbonden aan de London School of Economics.
Ook het Sabin Center for Climate Change Law bij het Earth Institute houdt een database bij met rechtszaken van over de hele wereld inzake klimaat in de ruime zin, gaande van emissiehandel over milieuregulering en biodiversiteit tot toegang tot informatie en mensenrechten.
De database bevatte eind 2020 reeds meer dan 1.700 zaken. Het Sabin Center werkt ook samen met het VN-Milieuprogramma (UNEP) bij de publicatie van rapporten.

## Kritiek
Het toenemend aantal rechtszaken rond milieu- en klimaatkwesties stuit ook op kritiek vanuit economische hoek. Critici spreken van een "explosie" van rechtszaken, veroorzaakt door een politiek "vacuüm". Vooral in de Verenigde Staten is het klimaatbeleid op federaal vlak immers teruggeschroefd onder president Trump. Klimaatactivisten zouden dan, met de hulp van kapitaalkrachtige sponsors en vooraanstaande advocatenkantoren, hun energie verlegd hebben naar de rechtbanken. Vooral claims tegen energiebedrijven zijn deze critici een doorn in het oog.
Andere critici vrezen dat deze juridisering vooral zal leiden tot frustratie en polarisatie.

## Rechtszaken tegen klimaatactivisten
Net zoals vele andere demonstranten, worden ook activisten voor het klimaat vaak gearresteerd. In de regel gaat dit niet verder dan een tijdelijke vrijheidsberoving met eventueel een boete wegens ordeverstoring, ook al omdat klimaatprotesten meestal vreedzaam verlopen. In een aantal gevallen kwam het wel reeds tot rechtszaken. De vonnissen gaan van harde repressie, over boetes, tot vrijspraak: 
- NL/B (2022) Na een demonstratie bij een museumstuk in het Haagse Mauritshuis werden drie klimaatactivisten veroordeeld tot celstraffen. Hoewel het kunstwerk zelf niet werd beschadigd, achtte de rechter openlijk geweld bewezen.[139]
- VS (2020): activisten die in april 2019 de toegang tot een fracking-installatie in Oregon hadden geblokkeerd, pleitten in de rechtbank te hebben gehandeld uit noodzakelijkheid,[140] vanwege de dreigende klimaattoestand. De jury kwam echter niet tot een veroordeling.[141]
- Verenigd Koninkrijk (2019): tientallen activisten van Extinction Rebellion werden aangeklaagd voor ordeverstoring, maar de Londense High Court oordeelde begin november 2019 dat het politieverbod op samenscholingen onwettig was.
- Zwitserland (2019): jonge klimaatactivisten van de Lausanne Climate Action die in november 2018 de kantoren van Credit Suisse waren binnengevallen omdat "fossiele brandstoffen blijven verbranden vandaag een concrete bedreiging voor de planeet is", kregen van de rechter in het klimaatproces van Lausanne een vrijspraak.[142]
- VS (2018): na de Dakota Access Pipeline-protesten werden honderden activisten veroordeeld, enkelen tot gevangenisstraffen van 3 jaar en meer.